# Barbaetis benfieldi
Barbaetis benfieldi är en dagsländeart som beskrevs av Kennedy 1985. Barbaetis benfieldi ingår i släktet Barbaetis och familjen ådagsländor. Inga underarter finns listade i Catalogue of Life.